# Crescent (John Coltrane)
| Recensione                          | Giudizio   |
| ----------------------------------- | ---------- |
| AllMusic                            | [ 1 ]      |
| Entertainment Weekly                | (positivo) |
| The Penguin Guide to Jazz           | [ 3 ]      |
| The Village Voice                   | (positivo) |
| The Rolling Stone Jazz Record Guide | [ 5 ]      |

Crescent è il 15° album discografico di John Coltrane, pubblicato dalla Impulse! Records nel 1964.

## Descrizione
Il disco vede la presenza del quartetto jazz di Coltrane comprendente McCoy Tyner, Jimmy Garrison ed Elvin Jones, che esegue composizioni originali scritte da Coltrane, che suona esclusivamente il sax tenore.
Il quartetto entrò nello studio di registrazione di Rudy Van Gelder il 27 aprile 1964, ed eseguì cinque brani poi inclusi sull'album più una breve versione di Song of Praise, che sarebbe poi stata inclusa a maggio nell'album The John Coltrane Quartet Plays. Il gruppo tornò in studio il 1º giugno 1964, e furono incise le versioni della title track e di Bessie's Blues che finirono sull'album. Altri tre brani scartati dalle sessioni del 27 aprile sono andati perduti.
La musica contenuta nel disco rappresenta un ritorno di Coltrane alla costruzione meticolosa della forma e struttura dei brani alla maniera modale post-bop, dopo diversi anni di sperimentazioni free-form alternate all'incisione di ballate tradizionali. La traccia finale dell'album è un'improvvisazione musicale costituita dall drumming di Jones (con un minimo accompagnamento melodico da parte di Coltrane al sax e di Garrison al contrabbasso all'inizio e alla fine del brano): Coltrane avrebbe in seguito continuato ad esplorare l'interazione tra batteria e sassofono, sia durante le esibizioni dal vivo con il suo gruppo e sia nelle seguenti registrazioni in studio come l'album postumo Interstellar Space (con Rashied Ali.) Infine, Coltrane non esegue nessun assolo per tutta la durata della seconda facciata dell'LP, la ballata Lonnie's Lament contiene invece un lungo assolo al contrabbasso ad opera di Garrison.
Le note interne dell'album sono opera di Nat Hentoff e la foto interna contenuta nella versione LP originale è la stessa fotografia di Coltrane che sarebbe poi apparsa come copertina del suo prossimo disco per la Impulse!, A Love Supreme.
Una versione embrionale di Lonnie's Lament apparve sull'album Afro Blue Impressions e una versione di circa un'ora di durata di Crescent è contenuta nell'album Live in Japan. L'intero album è stato inserito nel cofanetto The Classic Quartet: The Complete Impulse! Recordings. Successivamente Coltrane avrebbe eseguito la canzone After the Crescent, che apparve in To the Beat of a Different Drum del 1965, un brano chiaramente ispirato a Crescent e pervaso dalle stesse atmosfere.
La title track è stata reinterpretata da Alice Coltrane nel 2004 per il suo album Translinear Light e da McCoy Tyner nel 1991 sul disco Soliloquy. Tyner avrebbe eseguito ancora la canzone dal vivo per i suoi album  McCoy Tyner Plays John Coltrane: Live at the Village Vanguard e Live at Sweet Basil.

## Tracce
- Tutti i brani sono opera di John Coltrane.

Lato 1
1. Crescent – 8:41
2. Wise One – 9:00
3. Bessie's Blues – 3:22

Lato 2
1. Lonnie's Lament – 11:45
2. The Drum Thing – 7:22

## Formazione
John Coltrane Quartet
- John Coltrane – sassofono tenore
- Jimmy Garrison – contrabbasso
- Elvin Jones – batteria
- McCoy Tyner – pianoforte

Personale tecnico
- Nat Hentoff – note interne
- Bob Thiele – produzione
- Rudy Van Gelder – missaggio audio

Crediti ristampa in Compact Disc
- Joe Alper – fotografie
- Michael Cuscuna – note interne e produzione
- Eric Labson – rimasterizzazione audio
- Chuck Stewart – fotografie